# ザ・ランアウェイ
『ザ・ランアウェイ』（The Runaway）は、イギリスのインディー・ロック・バンド、ザ・マジック・ナンバーズが2010年に発表した、3作目のスタジオ・アルバム。

## 背景
ロメオ・ストッダートは『Varsity』紙のインタビューにおいて、前作『ゾーズ・ザ・ブロウクス』（2006年）から本作まで4年の間隔が空いたことに関して「僕達は4年間もロードに出て、全員がそろそろ休みべきだと感じた。それに、僕達は自分達のスタジオを建設して、ミシェル（・ストッダート）が妊娠したしね」と語っている。
「ア・スタート・ウィズ・ノー・エンディング」、「スローイング・マイ・ハート・アウェイ」、「レストレス・リヴァー」、「アイム・ソーリー」を除く8曲には、ヴァルゲイル・シグルズソンが共同プロデューサーとして参加した。また、前作『ゾーズ・ザ・ブロウクス』に引き続きロバート・カービーがストリングス・アレンジを担当したが、カービーは本作リリース前の2009年10月3日に死去した。収録曲のうち「ハート・ソー・グッド」は、2009年10月よりバンドの公式サイトを通じて無料配信が開始された。
イギリスや日本では、4曲入りライヴEP『Live at Wiltons Music Hall』が追加された2枚組CDのフォーマットで発売されている。

## 反響・評価
本作は前2作ほどの成功に結びつかず、母国イギリスでは2010年8月7日付の全英アルバムチャートで46位を記録するにとどまった。また、ザ・マジック・ナンバーズの人気が特に高かったスウェーデンでも、トップ60入りは合計4週にとどまり、2010年8月27日付のアルバム・チャートで最高32位となった。
ジョン・オブライエンはオールミュージックにおいて5点満点中3.5点を付け「デビュー当時の持ち味であった、ワクワクするようなウェスト・コースト風ハーモニーや明らかな1960年代及び1970年代からの影響は、なおもはっきり打ち出されているが、今回はヴァルゲイル・シグルズソンやロバート・カービーの助けを得て、より優雅でオーケストラ的なサウンド・プロダクションに包み込まれている」「本作の実験的な特質は、彼らにチャート上の復権をもたらすとは思えないが、彼らの最も完成度の高い作品ということは否定できない」と評している。

## 収録曲
特記なき楽曲はロメオ・ストッダートとミシェル・ストッダートの共作。
1. ザ・パルス "The Pulse" (Romeo Stodart) – 5:17
2. ハート・ソー・グッド "Hurt So Good" (R. Stodart) – 4:24
3. ホワイ・ディッド・ユー・コール? "Why Did You Call?" – 4:34
4. ワンス・アイ・ハッド "Once I Had" – 4:28
5. ア・スタート・ウィズ・ノー・エンディング "A Start with No Ending" (R. Stodart) – 3:55
6. スローイング・マイ・ハート・アウェイ "Throwing My Heart Away" – 4:11
7. レストレス・リヴァー "Restless River" – 3:07
8. オンリー・セヴンティーン "Only Seventeen" – 3:36
9. サウンド・オブ・サムシング "Sound of Something" – 3:19
10. ザ・ソング・ザット・ノー・ワン・ノウズ "The Song That No One Knows" (R. Stodart) – 4:40
11. ドリームス・オブ・ア・レヴェレーション "Dreams of a Revelation" – 3:26
12. アイム・ソーリー "I'm Sorry" – 9:21

### Live at Wiltons Music Hall
1. "Hurt So Good" (R. Stodart) – 4:34
2. "Why Did You Call?" – 3:35
3. "Dreams of a Revelation" – 5:03
4. "Restless River" – 5:09

## 参加ミュージシャン
- ロメオ・ストッダート - ボーカル、ギター、ラップ・スティール、ピアノ、メロトロン、ハモンドオルガン、パーカッション
- ミシェル・ストッダート - ボーカル、ベース、グロッケンシュピール、マーキソフォン、タン・ドラム、カリンバ、パーカッション
- ショーン・ギャノン - ドラムス、パーカッション
- アンジェラ・ギャノン - ボーカル、キーボード、メロディカ、オムニコード、パーカッション

アディショナル・ミュージシャン
- ジョージ・アレン - ハモンドオルガン
- ロバート・カービー - ストリングス・アレンジ(on #1, #7, #10, #11)
- Jules Singleton - ヴァイオリン(on #1, #7, #10, #11)
- Sally Herbert - ヴァイオリン(on #1, #7, #10, #11)
- Gini Ball - ヴァイオリン(on #1, #7, #10, #11)
- Calina De La Mare - ヴァイオリン(on #1, #7, #10, #11)
- Elspeth Cowey - ヴァイオリン(on #1, #7, #10, #11)
- Anna Hemery - ヴァイオリン(on #1, #7, #10, #11)
- Clare Finimore - ヴィオラ(on #1, #7, #10, #11)
- Claire Orsler - ヴィオラ(on #1, #7, #10, #11)
- Sophie Harris - チェロ(on #1, #7, #10, #11)
- Ian Burdge - チェロ(on #1, #7, #10, #11)
- Liz Bradley - ダブル・ベース
- サイモン・クラーク - サクソフォーン、フルート(on #9, #12)
- ティム・サンダース - サクソフォーン(on #9, #12)
- デヴィッド・リデル - トロンボーン(on #9, #12)
- ポール・スポング - トランペット(on #9, #12)